# 埃里克·D·格林
埃里克·D·格林（英語：Eric D. Green，1959年12月10日—）是一位美国遗传学家，全程参与过人类基因组计划（HGP）, 2009年至今担任美国国立卫生研究院（NIH）下属的国家人类基因组研究所（NHGRI）所长。

## 引用文獻
1. ↑  Green, Eric. . @NHGRI_Director. 2019-12-10  [2019-12-14] （英语）.
2. ↑  . National Institutes of Health (NIH). 2015-09-28  [2019-12-14]. （原始内容存档于2020-10-19） （英语）.